# Théorie des bifurcations
La théorie des bifurcations, en mathématiques et en physique est l'étude de certains aspects des systèmes dynamiques. Une bifurcation intervient lorsqu'un petit changement d'un paramètre physique produit un changement majeur dans l'organisation du système.

## Cas concrets
Des exemples classiques d'une bifurcation en sciences pures sont par exemple les rythmes circadiens de populations animales en biologie théorique et les solutions de météo en mathématique et physique non linéaire, en sciences de l'ingénieur il y a aussi le flambage d'une poutre élastique (l'expérience peut être faite avec une règle d'écolier) ou les transitions de phase de matériaux (température critique de bifurcation, concentration critique). 
Cas de la poutre : si l'on compresse la poutre légèrement, elle va rester droite. Tout à coup, au-delà d'une limite bien définie, la poutre va se plier de plus en plus lorsqu'on augmente la force exercée. Il y a donc bifurcation, ou brisure de symétrie, où l'on passe de l'état "poutre droite" à l'état "poutre courbée", soit dans un sens, soit dans l'autre, avec une certaine probabilité (d'où l'idée de bifurcation). Avant la bifurcation, l'état "poutre droite" était stable, après la bifurcation, il devient instable.
Un exemple en magnétisme est la température de Curie pour une transition de phase : au-delà de cette température, un matériau perd son aimantation spontanée.
La prise de la mayonnaise : le système, à l'état liquide, contient de l'huile et de l'eau (dans le jaune d'œuf). En mélangeant on forme une émulsion d'huile et eau où la quantité relative des deux varie lentement au fur et à mesure qu'on ajoute l'huile. La mayonnaise prend lorsque le liquide se transforme en gel (bifurcation appelée changement de phase en physique), et cela se produit pour un rapport eau/huile critique.

## Définition
Soit un système d'équations différentielles :
{\displaystyle {\dot {x}}=f(x,\lambda )\quad f:\mathbb {R} ^{n}\times \mathbb {R} \rightarrow \mathbb {R} ^{n}.}
{\displaystyle \lambda } est ici le paramètre contrôlant la bifurcation (la force exercée dans l'exemple précédent). On dit qu'il y a bifurcation en {\displaystyle \lambda _{0}} si, en une valeur de {\displaystyle \lambda } arbitrairement proche de {\displaystyle \lambda _{0}}, il existe une dynamique topologiquement non équivalente à celle en {\displaystyle \lambda _{0}}.

## Types de bifurcation
La théorie des bifurcations consiste à classer les différents types de bifurcation en classes. Chaque classe correspond à une certaine symétrie dans le problème. Parmi les différents types de bifurcations, on trouve :
- Les bifurcations « de fourche » (en anglais : « pitchfork »). Un équilibre stable se déstabilise en un équilibre instable, et deux équilibres stables sont créés. Cette transition peut se faire de façon supercritique (de façon continue et prévisible) ou sous-critique (discontinue, avec des phénomènes d'hystérèse)
- Les bifurcations col-nœud (en anglais : « saddle-node »). Deux points d'équilibres existent (un stable et un instable) avant la bifurcation. Après la bifurcation, plus aucun équilibre n'existe.
- Les bifurcations de Hopf. Ce sont des bifurcations oscillantes, comme l'attracteur de Lorenz.
- Les bifurcations de dédoublement de période. Ce sont des bifurcations qui mènent à des comportements chaotiques. Elles peuvent par exemple s'obtenir en faisant rebondir une balle de ping-pong sur une surface oscillante, et en augmentant la fréquence d'oscillation.

Chacune de ces bifurcations est caractérisée par une forme normale, qui est l'équation générale typique de ce type de bifurcation. Par exemple, la forme normale d'une bifurcation pitchfork supercritique est : 
{\displaystyle {\frac {dx}{dt}}=rx-x^{3}.}

Bifurcation supercritique, les lignes pleines représentent des équilibres stables, les lignes en pointillés les équilibres instables.

Pour des valeurs négatives de {\displaystyle r}, {\displaystyle x=0} est la seule solution stationnaire. Pour {\displaystyle r>0}, il y a deux solutions stationnaires stables {\displaystyle x=\pm {\sqrt {r}}}.